# 6094 Hisako
6094 Hisako este un asteroid din centura principală de asteroizi.

## Descriere
6094 Hisako este un asteroid din centura principală de asteroizi. A fost descoperit pe 10 noiembrie 1990 la Okutama de Tsutomu Hioki și Shuji Hayakawa. El prezintă o orbită caracterizată de o semiaxă mare de 2,64 ua, o excentricitate de 0,14 și o înclinație de 12,1° în raport cu ecliptica.